# Gustavo Andrade
Gustavo Andrade Rivera (Neiva, 1921-Bogotá, 1974) fue un dramaturgo, poeta y cineasta colombiano, fundador de Los Papelípolas. Estudió filosofía en la Pontificia Universidad Javeriana y desempeñó algunos cargos gubernamentales, entre ellos como secretario departamental del Huila. Asimismo, trabajó en el departamento de prensa del Ministerio de Agricultura y en la emisora Radio Horizontes. También escribió para periódicos de su país. Su obra fue galardonada en varias ocasiones y dejó un extenso acervo teatral, para el caso: 
- El hombre que vendía talento, Primera Mención de la Corporación Festival de Teatro 1959.
- Historias para quitar el miedo 1960.
- Remington 22, ganadora del Primer Premio de la Corporación Festival de Teatro en 1961.
- El Camino, Primer Premio en el Festival de Arte de Cali en 1962.
- El hijo de Cándido se quita la camisa (1962).
- La hija protestante (1964).
- El río de las tumbas (1963), guion cinematográfico dirigido por Julio Luzardo.
- La Cantina de José Dolores (1964), película corta, producida por el Instituto Colombiano Agropecuario.